# O Dilúvio Universal
O Dilúvio Universal é um afresco (170x260 cm) de Michelangelo Buonarroti, datado de cerca de 1508-1510 e que faz parte da decoração da abóbada da Capela Sistina, nos Museus do Vaticano, em Roma, encomendada pelo Papa Júlio II.

## História
Na pintura da abóbada, Michelangelo procedeu desde os vãos próximos à porta de entrada, aquela utilizada nas entradas solenes da capela do pontífice e sua comitiva, até o vão acima do altar. O Dilúvio Universal (Gênesis 6.5-8.20) faz parte, portanto, do primeiro bloco, e segundo Ascanio Condivi foi a primeira cena a ser pintada no teto.
A cena apresenta alguma disparidade na execução o que confirma os relatos de problemas técnicos (mistura inadequada no gesso que causou mofo) e a presença de colaboradores na fase inicial da obra.
Desde a primeira descobertura dos afrescos, o Dilúvio recebeu um tratamento especial e demonstrações de apreço. Vasari, por exemplo, escreveu uma descrição incisiva: «na história do Dilúvio, onde aparecem várias mortes de homens, que, assustados com o terror daqueles dias, tentam ao máximo escapar das suas vidas de várias maneiras. Portanto, na cabeça dessas figuras, sabe-se que a vida está presa da morte, não menos que o medo, o terror e o desprezo por tudo. Você pode ver a pena de muitos, ajudando uns aos outros a subir até o topo de uma rocha em busca de fuga. Entre os quais há aquele que, tendo abraçado um meio morto, tenta ao máximo sobreviver-lhe, pois a natureza não lhe mostra nada melhor" (Le Vite, 1568).
O afresco foi afetado por vários danos, como quedas (visíveis na mancha do céu no centro de uma cor diferente) e inúmeras fissuras, especialmente durante a explosão do paiol de pólvora do Castelo de Santo Ângelo em 1797.